# Новий Цешин
Новий Цешин (пол. Nowy Cieszyn, нім. Neu Teschen) — село в Польщі, у гміні Пасленк Ельблонзького повіту Вармінсько-Мазурського воєводства.
Населення — 58 осіб (2011).
У 1975-1998 роках село належало до Ельблонзького воєводства.

## Демографія
Демографічна структура станом на 31 березня 2011 року:
|          | Загалом | Допрацездатний вік | Працездатний вік | Постпрацездатний вік |
| -------- | ------- | ------------------ | ---------------- | -------------------- |
| Чоловіки | 34      | 9                  | 22               | 3                    |
| Жінки    | 24      | 5                  | 15               | 4                    |
| Разом    | 58      | 14                 | 37               | 7                    |